# Jan Jönsson
Jan Jönsson (ur. 24 maja 1960) – szwedzki piłkarz.

## Kariera
Przez większość swojej piłkarskiej kariery grał w szwedzkim klubie Halmstads BK. W 1993 roku wyjechał do Japonii, gdzie po sezonie gry w Sanfrecce Hiroszima objął posadę asystenta trenera. W 1995 przeniósł się do Vissel Kobe, gdzie równolegle grał w zespole i był asystentem szkoleniowca. W tym klubie zakończył swoją karierę piłkarską (1996).
W 1998 powrócił do Szwecji, gdzie objął posadę asystenta trenera w Ljungskile SK. Po dwóch latach został managerem szwedzkiego zespołu Landskrona BoIS, z którym awansował do najwyższej klasy rozgrywkowej – Allsvenskan. W 2005 rozpoczął pracę w norweskim klubie Stabæk IF. W lipcu następnego roku został trenerem miesiąca Tippeligaen. Po roku pracy w Rosenborg BK (2011–2012) przejął posadę szkoleniowca w Aalesunds FK, gdzie pracował do 2015, kiedy przeszedł do Halmstads BK, gdzie podpisał 3-letni kontrakt.